# 助聽器
助聽器是聽力障礙者使用的輔助工具，用來補足聽力損傷所造成的缺陷。

## 種類

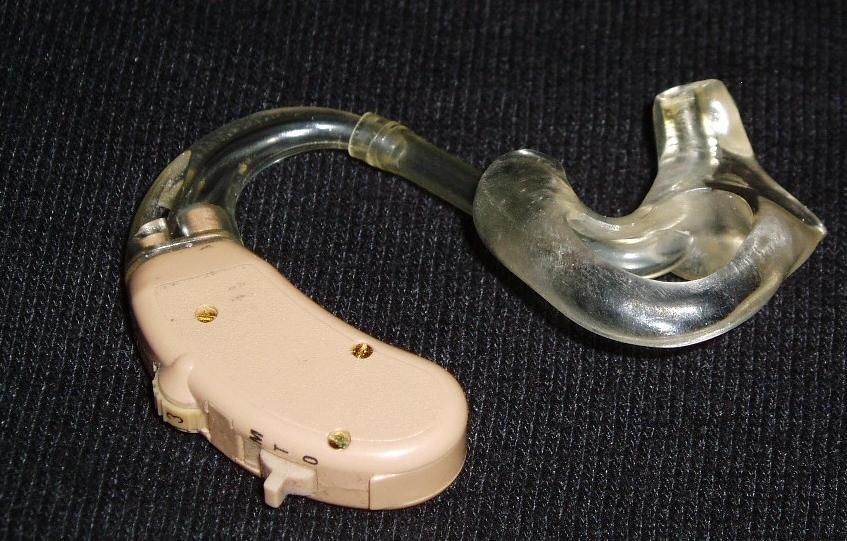
耳掛型助聽器

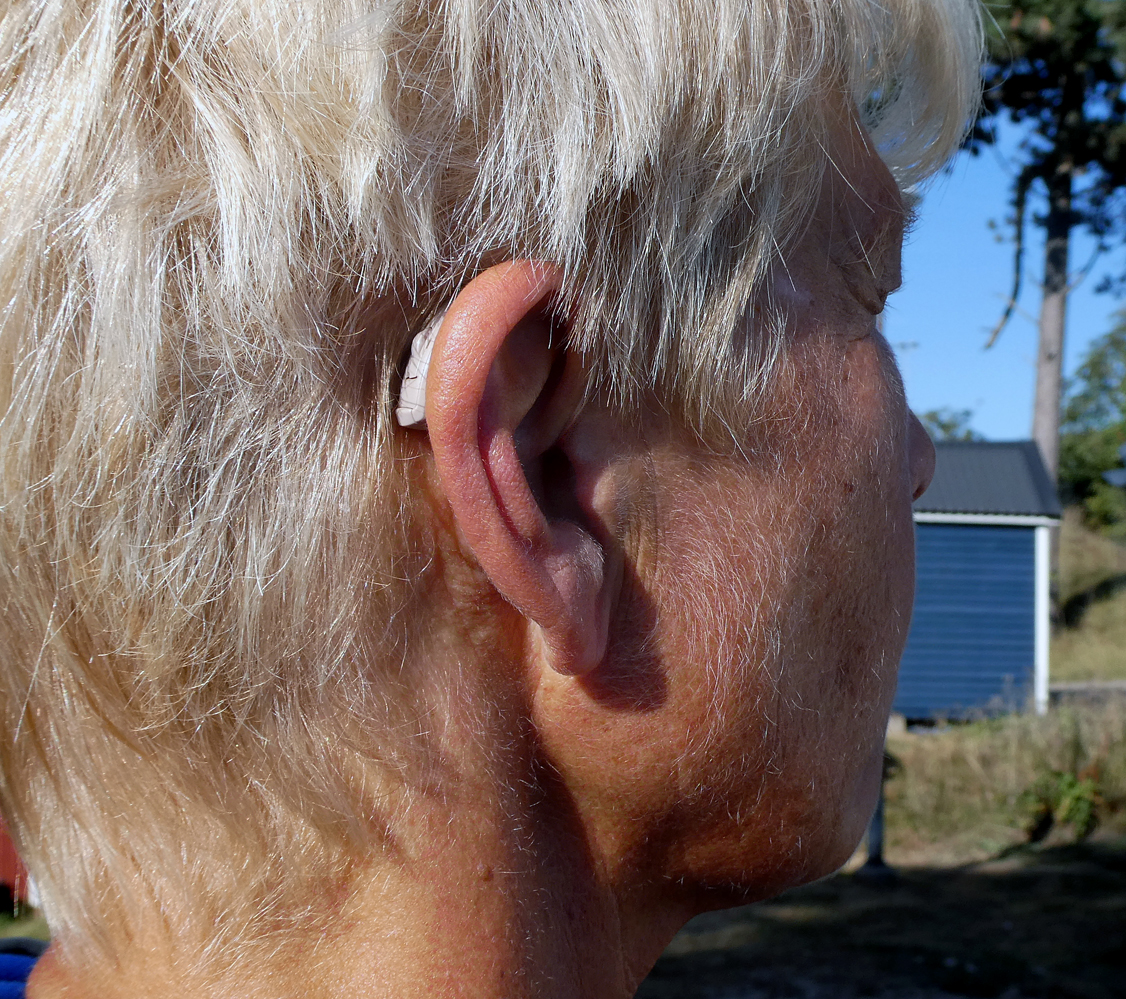
隱形耳掛型助聽器

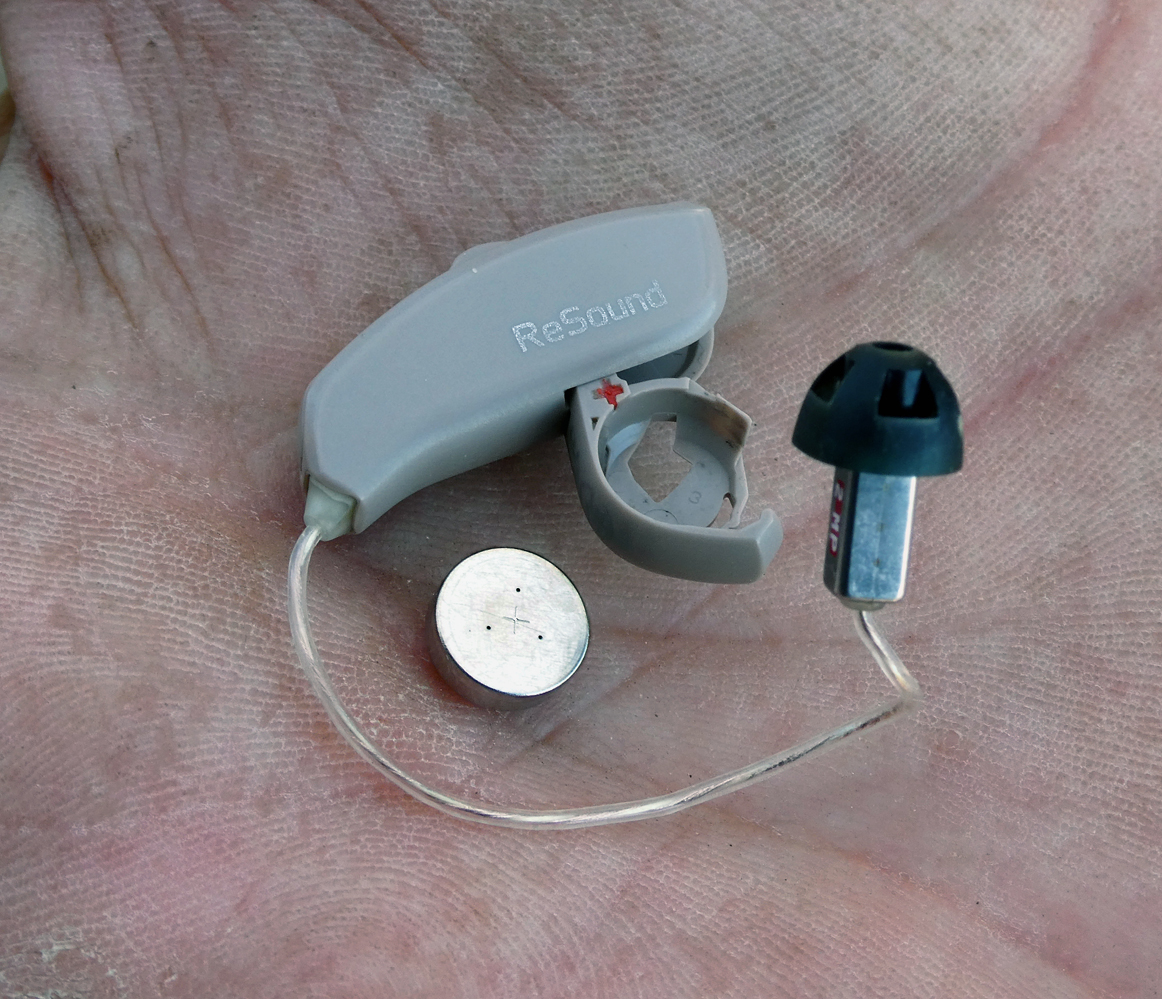
助聽器

目前助聽器已從傳統的類比式發展至電腦程式化的數位式助聽器，可依外型分為下列幾類：
- 耳掛型BTE （Behind-The-Ear）

機身掛在耳朵後面，聲音的輸出靠極細導管連接耳塞，提供較大功率之聲音增益。機器可調整且聽力範圍較廣，適用輕，中，重到極重度聽力損失者。
- 隱形耳掛型（Receiver-In-Ear, RIE）

機器掛在耳朵後上方，助聽器的接收器位於耳塞處，故機身較耳掛型更小。適合輕度至中度聽力損失者，隱形輕薄，造型美觀。
- 客製式內耳型: 依機體以及聲音輸出功率由小到大共分為四種:

- 深耳道型遙控麥克風CIC（Complete-In-The-Canal&Remote Mic）

麥克風置外耳廓以導管連接機身。適合輕度到中度聽損者。機殼根據使用者的耳形量身訂做，完全符合每個人的耳型，配戴舒適，隱形美觀。
- 深耳道型CIC（Complete-In-The-Canal）

客製深耳道型助聽器於1990年代進入市場，體積極度隱形，適合輕度到中重度聽損程度者。機殼根據使用者的耳形量身訂做，完全符合每個人的耳型，配戴舒適，隱形美觀。
- 耳道型ITC（In-The-Canel）

體積微小隱形，適合輕度到中重度聽損程度者。機殼根據使用者的耳形量身訂做，完全符合每個人的耳型。
- 耳內型ITE（In-The-Ear）

體積隱形，適合中度到中重度聽損程度者。機殼根據使用者的耳形量身訂做，完全符合每個人的耳型。
- 口袋型助聽器（Body-Worn）

最早發明之助聽器機種，盒式，外觀近似MP3多媒體音樂播放器，可放置於口袋，透過一條耳機線或雙耳Y形線，將聲音輸出送至耳機頭，機器原理類似於一個較精密的放大器。口袋形助聽器提供超大功率輸出，適合行動不便，眼力較為退化的銀髮族，並可由家人朋友代買。

### 依照運作原理分類

#### 類比式
較早期助聽器主流，運作方式是把聲音轉成電子訊號以類比式電路放大，再重新以聲音輸出，早期電腦體積龐大，較難製成小體積的助聽器，故以類比方式為主，缺點是無法處理雜音且聲音過大較易失真。

#### 數位式
1990年代中後期開始出現市面，隨著電腦科技進步而出現，運作方式是將聲音轉換成數位訊號，用微電腦進行聲音訊號處理，例如增幅、降低雜音、加強聲音焦點等，再以聲音輸出，相較於類比式助聽器的優點是不易失真，且可以進行多元化的聲音處理，是現在助聽器的主流。

#### AI智能式
內建深度神經網絡(Deep Neural Network;DNN)透過在1200萬個真實聲音場景中學習，所開發出的嶄新技術。這個內建在助聽器中的AI智能，能確保每個聲音都能更細緻和清晰被還原與傳遞。。

## 有效性
有使用助聽器的聾人及弱聽人士指出，助聽器不能夠百分之百完全聽得清楚，亦指出很多人誤以為戴上助聽器便與一般人無異。

### 香港
深度弱聽的陳紀尤指出，即使戴上助聽器亦只能聽到少許聲音，須口語、手語並用才能跟人溝通。她就讀小學時接受融合教育，目前香港政府有提供聾生專用耳機作輔助，亦有撥款供有關學校為聾生提供語言訓練，但耳機對深度弱聽的陳紀尤幫助不大，很多時候還是聽得不太清楚，嚴重影響學習。幸好她獲得「賽馬會手語雙語共融教育計劃」的協助，專門有一名聾人老師從旁協助聽課，情況得以改善。
此外，天生深度弱聽的曾嘉茵指出，由於聽力不佳，結果默書零分。她指出自己說話及發音大致正常，以前學校的老師誤以為聾生戴上助聽器便與一般人無異，但每當老師背向學生，或聾生要邊抄邊聽，看不到口形，聽課便會十分困難。最後，曾嘉茵轉校往有參與「賽馬會手語雙語共融教育計劃」的樂道中學重讀中一。上課時聾人老師會坐在聾生附近，艱深的內容會輔以手語重新講述，又在課後為聾生補課，她最終考獲全班頭數名。

### 台灣
手語雙語閱讀繪本教學計劃的主持人劉秀丹指出，就算科技再進步，助聽器或人工耳蝸都不能夠讓聾生完全聽懂。透過手語的輔助，可以幫助聾童瞭解別人的說話。